# Monika Bociąga-Jasik
Monika Ewa Bociąga-Jasik – polska lekarka, dr hab. nauk medycznych, profesor Uniwersytetu Jagiellońskiego, kierownik Katedry Chorób Zakaźnych Wydziału Lekarskiego Collegium Medicum Uniwersytetu Jagiellońskiego i oddziału Klinicznego Chorób Zakaźnych Szpitala Uniwersyteckiego w Krakowie.

## Życiorys
24 stycznia 2003 obroniła pracę doktorską Rola cytokin prozapalnych (TNF-alfa, IL-1beta, IL-8) w przebiegu bakteryjnego zapalenia opon mózgowo-rdzeniowych, 16 kwietnia 2015 habilitowała się na podstawie pracy zatytułowanej Ocena rozwoju lipodystrofii i zaburzeń metabolicznych, oraz patomechanizmu odpowiedzialnego za ich występowanie w grupie pacjentów zakażonych HIV leczonych antyretrowirusowo. Od 2024 r. pełni funkcję prezesa Zarządu Polskiego Towarzystwa Naukowego AIDS.

## Odznaczenia
- Złoty Krzyż Zasługi (2020)[6]